# John Colleton
John Colleton (1608-1666), 1er baronnet, est un planteur de la Barbade qui fait ses classes lors de la guerre civile anglaise du roi Charles II contre le parlement, et l'un des amis de John Yeamans, gouverneur entre 1672 et 1674 de la Colonie de Charleston après avoir été fondateur en 1665 de la Colonie du Cape Fear, beaucoup plus au nord.

## Biographie
John Colleton est avec William Berkeley l'un des seuls Huit Lord propriétaires de Caroline à vivre sur ses terres. Il amène dans la colonie de Charleston un groupe de colons de la Barbade qui apportent leurs esclaves africains et introduisent la culture du riz. Il a trois fils, Peter, Thomas, et James qui reçoivent les titres de Landgrave (prince résident).
John Colleton, est considéré comme l'un des hommes d'affaires les plus entreprenant à l'époque de la révolution sucrière, avec Samuel Farmer, Thomas Kendall, Peter Leare, Thomas Modyford, Daniel Searle, Constantine Silvester, George Stanfast, Timothy Thornhill, Humphrey Walrond, et Francis Lord Willoughby.
Avec Thomas Modyford, James Drax, Peter Leare, et John Yeamans, John Colleton, est décrit comme un des "chevaliers" du sucre, anobli par le roi grâce à sa fortune gagnée dans l'exploitation du sucre et de la traite négrière à la Barbade.